# Heinz-Peter Thül

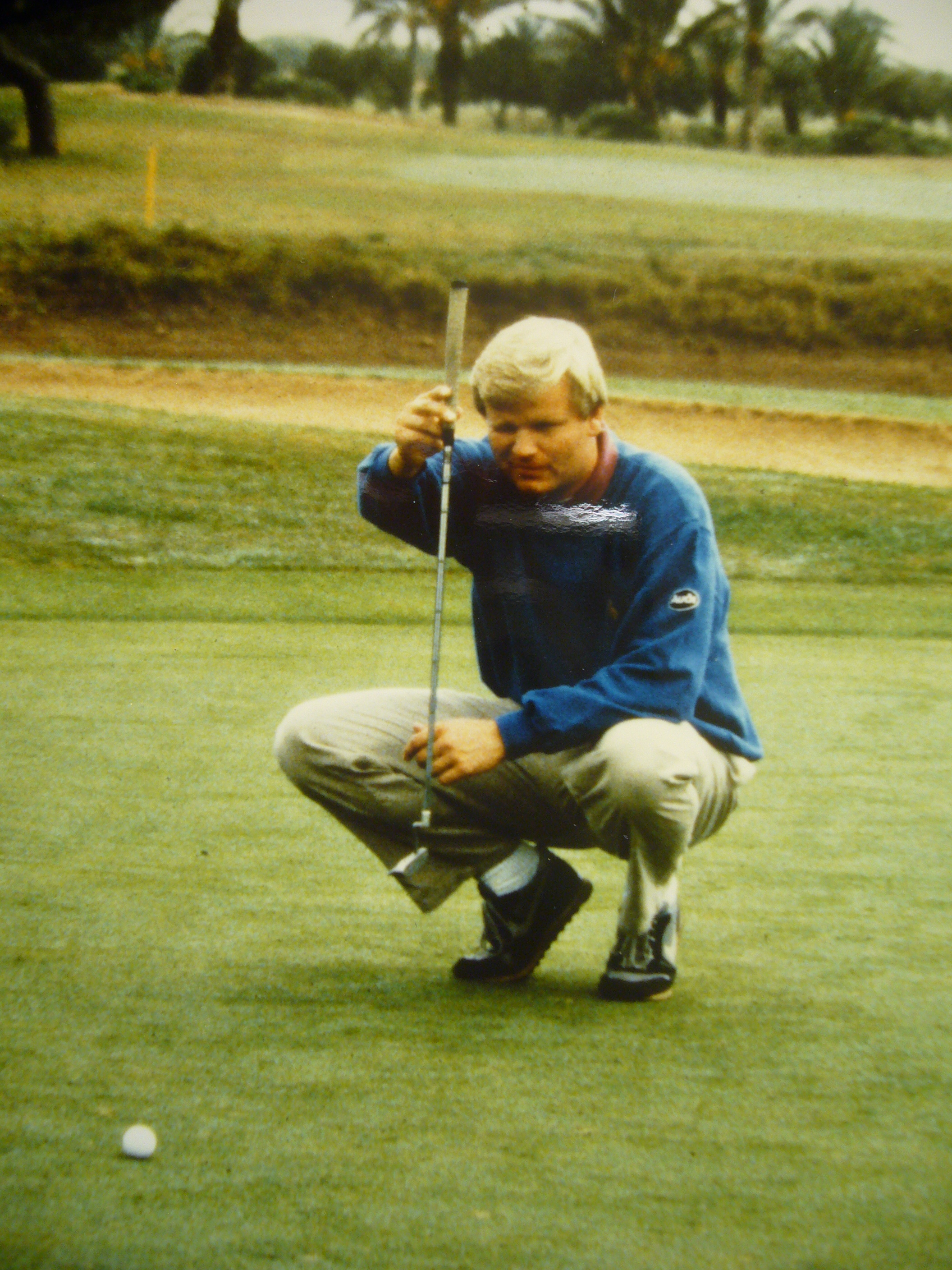
Heinz-Peter Thül tijdens de Tourschool, 1989

Heinz-Peter Thül (Keulen, 23 juli 1963) is een Duits golfprofessional.

## Playing pro
Thül is in 1980 professional geworden. Sinds 1989, toen hij de Tourschool won, had hij veel moeite om zijn Tourkaart te behouden en moest bijna ieder jaar terug naar de tourschool om zich te kwalificeren.
Eerst speelde Thül enkele jaren op de Challenge Tour, waar hij vier toernooien won. In 1989 won hij de Qualifying School (golf) op La Manga. Later kwalificeerde hij zich tweemaal door hoog op de ranglijst van de Challenge Tour te eindigen. Op de Europese Tour heeft hij geen overwinningen behaald.

## Overwinningen
- 1988: winnaar Torneo dei Campioni, Italië
- 1989: winnaar Ramlösa Open in Zweden en de Tourschool op La Manga.
- 1991: winnaar Neuchâtel Open, Neuchâtel
- 1992: winnaar Neuchâtel Open, Neuchâtel

## Teams
- World Cup: 4 deelnames
- Alfred Dunhill Cup: 7 deelnames

## Teaching pro
In 2000 stopte Thül als actief speler en werd golfleraar.